# Tela (Mali)
Tela é uma comuna rural do sul do Mali da circunscrição de Sicasso e região de Sicasso. Segundo censo de 1998, havia 5 675 residentes, enquanto segundo o de 2009, havia 4 372. A comuna inclui 6 vilas.